# Hubble Deep Field syd
Hubble Deep Field South er billede, sammensat af adskillige hundrede individuelle billeder af et område af universet, taget ved hjælp af Hubble-rumteleskopets Wide Field and Planetary Camera 2 (WFPC2) over 10 dage i september og oktober 1998. Det var en opfølgning af den store succes med det oprindelige Hubble Deep Field-billede, der fremmede studiet af meget fjerne galakser i det tidlige stadium af deres udvikling. Samtidig med, at WFPC2 tog de dybe, optiske billeder, fotograferedes nærliggende områder af instrumenterne Space Telescope Imaging Spectrograph (STIS) og Near Infrared Camera and Multi-Object Spectrometer (NICMOS).

## Planlægning
Begrundelsen for at fremstille endnu et billede af "Deep Field"-typen var at forsyne observatorier på den sydlige halvkugle med et dybt optisk billede af det fjerne univers, svarende til det, som var til rådighed for dem på den nordlige halvkugle. Ligesom ved det oprindelige Hubble Deep Field-billede (herefter kaldt 'HDF-N'), udvalgtes et målområde langt fra Mælkevejens galaktiske skives plan, da der her er store mængder af forstyrrende stof, og det undgås at få medtaget mange stjerner fra vor egen galakse. Området lå endvidere i rumteleskopet sydlige, uafbrudte observationszone (CVZ), som ikke bliver okkulteret af Jorden eller Månen, når Hubble kredser om Jorden. Det valgte område ligger i stjernebilledet Peberfuglen ved en 
- rektascension: 22t 32m 56,22s
- deklination: -60° 33' 02.69" [1].

Området blev fotograferet kort i 1997 for at fastlægge beliggenheden af ledestjerner, som er nødvendige for at fastlåse Hubbles retning, så den peger helt nøjagtigt mod det, mens observationerne står på.

## Observationer
Observationsstrategien for HDF-S svarede til den, som benyttedes ved HDF-N, så der anvendtes samme optiske filtre til WFPC2-billederne (omfattende bølgelængderne 300, 450, 606 og 814 nm) og tilsvarende total eksponeringstid. Ved behandlingen af billederne gjorde man brug af den støvregn-teknik, som var udviklet under behandlingen af HDF-N, hvor teleskopets retning var ændret minimalt mellem de enkelte optagelser, hvorved de fremkomne billeder kunne kombineres ved sofistikeret teknik til at opnå højere opløsning, end det ellers ville være muligt. Det endelige billede har en opløsning, hvor hver pixel svarer til 0,0398 buesekund.

## Indholdet af HDF-S
Ifølge det kosmologiske princip er universet på de største skalaer homogent og isotropt, således at det skulle se ens ud i enhver retning. Derfor var forventningen, at HDF-S ville ligne HDF-N meget, og det var da også tilfældet, idet der ses et stort antal synlige galakser med tilsvarende farvefordeling og morfologi som i HDF-N.
En forskel i forhold til HDF-N er, at HDF-S inkluderer en kendt kvasar med en rødforskydning på 2,24. Den blev medtaget for at kunne foretage samtidige analyser af galakser og kvasarer i samme afstand fra Jorden.

## Videnskabelige resultater
Som med HDF-N, gav HDF-S rige forskningsdata for kosmologerne. Mange studier af HDF-S bekræftede de resultater, som var opnået ved HDF-N, som f.eks. stjernedannelsens hastighed på forskellige tidspunkter i universets udvikling. HDF-S benyttes også til indgående studier af galaksers tidsmæssige udvikling, både som resultat af interne processer og af møder med andre galakser.